# 鴨綠江軍 (日本陸軍)
鴨緑江軍為大日本帝國陸軍所屬軍之一。

## 沿革
隨著日俄戰爭、1905年（明治38年）1月編成，編入滿洲軍，配置在朝鮮半島。
參加奉天會戰。1906年（明治39年）1月20日復員。

## 軍概要

### 司令部構成
- 司令官 川村景明 大將：1905年1月15日 - 1906年1月26日
- 參謀長 内山小二郎 少將：1905年1月14日 - 1906年1月30日
- 砲兵部長 鑄方德藏 大佐
- 工兵部長 太田正德 大佐
- 參謀副長 鑄方德藏 大佐：1905年1月13日 - 1906年1月
- 參謀
  - 佐藤兼毅 中佐
  - 古海嚴潮 中佐
  - 武藤信義 少佐
  - 井上一次 少佐
- 經理部長 加藤
- 軍醫部長 横井俊藏 軍醫監

#### 兵站部
- 兵站監 古谷安民 大佐：1905年1月14日 – 1906年1月20日
- 參謀長 藤井幸槌 中佐：1905年1月15日 – 1906年1月

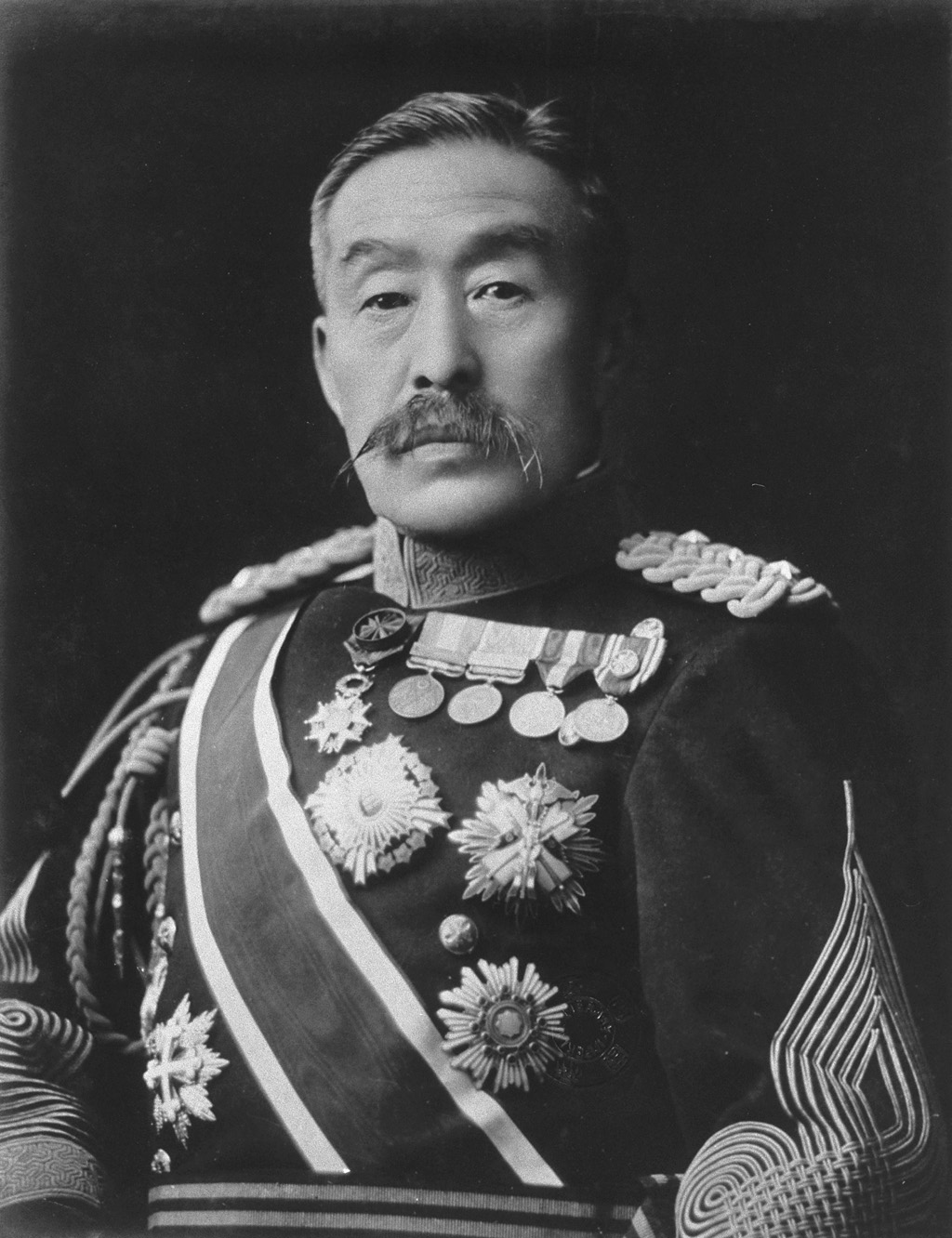
司令官 川村景明

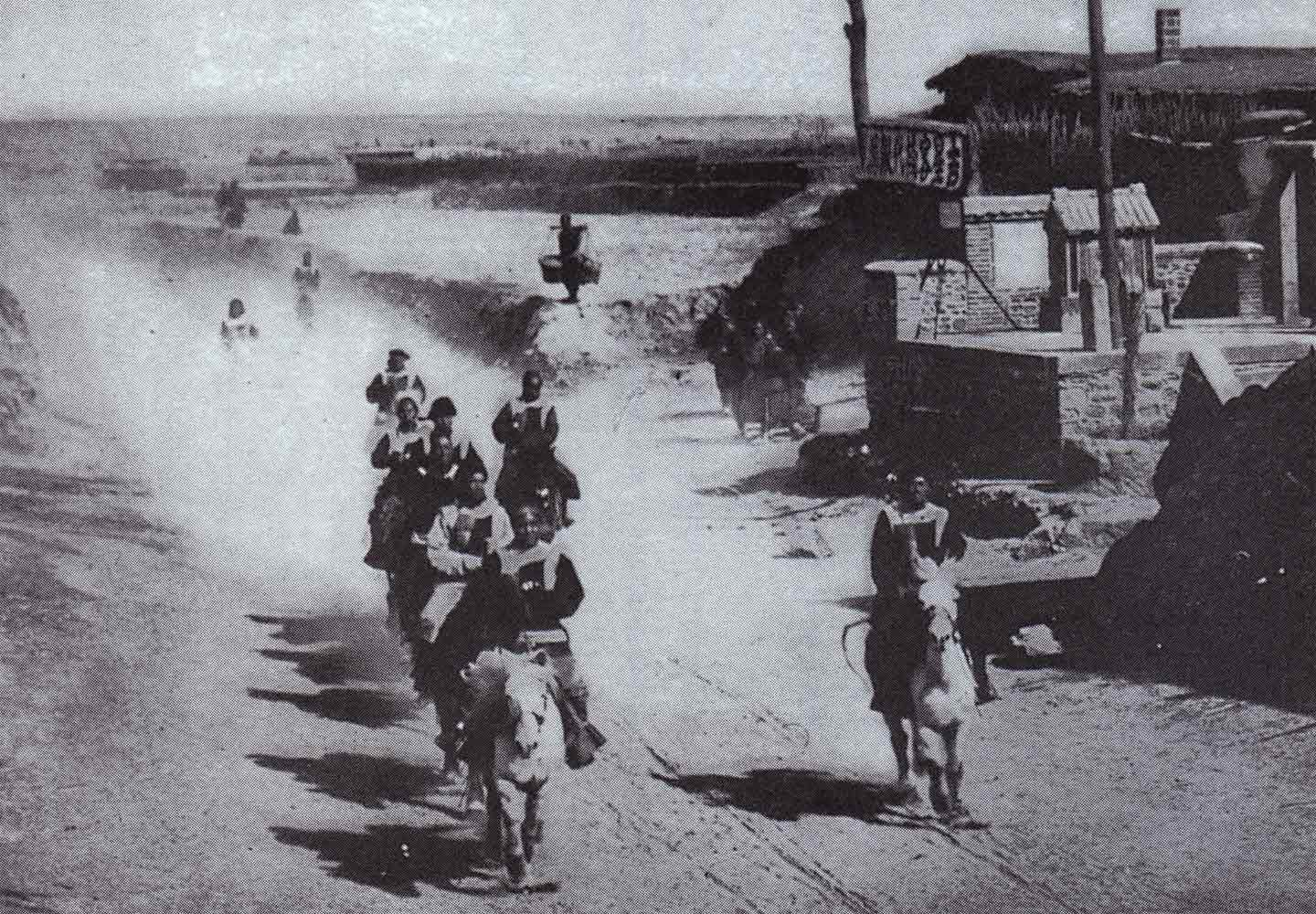
奉天會戰

### 最終時隷下部隊
- 第11師團：鮫島重雄 中將
  - 步兵第10旅團（德島）：山田忠三郎 少將
    - 步兵第22聯隊
    - 步兵第44聯隊：西山保之 大佐

  - 步兵第22旅團：谷山隆英 少將
    - 步兵第12聯隊
    - 步兵第43聯隊：三松小太郎 中佐

  - 騎兵第11聯隊
  - 野戰砲兵第11聯隊
  - 工兵第11聯隊
  - 輜重兵第11聯隊
- 後備第1師團：阪井重季 中將
  - 後備步兵第9旅團：比志島義輝 少將
    - 後備步兵第7聯隊（金澤）
    - 後備步兵第19聯隊（敦賀）
    - 後備步兵第36聯隊：橋本秀則 中佐

  - 後備步兵第6旅團：草場彦輔 大佐
    - 後備步兵第13聯隊：鈴木常武 中佐
    - 後備步兵第23聯隊：面高俊一 中佐
    - 後備步兵第48聯隊

  - 後備第1師團騎兵隊
  - 後備第1師團野戰砲兵聯隊
  - 後備第1師團徒步砲兵隊
  - 後備第1師團工兵大隊
  - 後備第1師團衛生隊
  - 後備第1師團野戰病院
  - 後備第1師團彈藥大隊
  - 後備第1師團輜重兵大隊
  - 後備步兵第16旅團（弘前）：丸井政亞 少將
    - 後備步兵第58連隊：渡敬行 中佐
    - 後備步兵第53連隊
- 鴨綠江軍野戰電信隊
- 徒步砲兵第1獨立大隊
- 後備步兵第59聯隊：生井順造 中佐

## 關連項目
- 軍事組織